# Apollonia Mygdoniorum
Apollonia (altgriechisch Ἀπολλωνία) war eine antike Stadt in Makedonien (Griechenland).
Aufgrund antiker Erwähnungen und Funde wird die Stadt in der Ebene südlich des Bolbesees lokalisiert und lag damit in der Landschaft Mygdonia. Frühere Versuche, die eine weitere Stadt mit dem Namen Apollonia im zentralen Gebiet der Halbinsel Chalkidike in der Nähe des heutigen Polygyros verorten, werden von der aktuellen Forschung abgelehnt.

## Geschichte

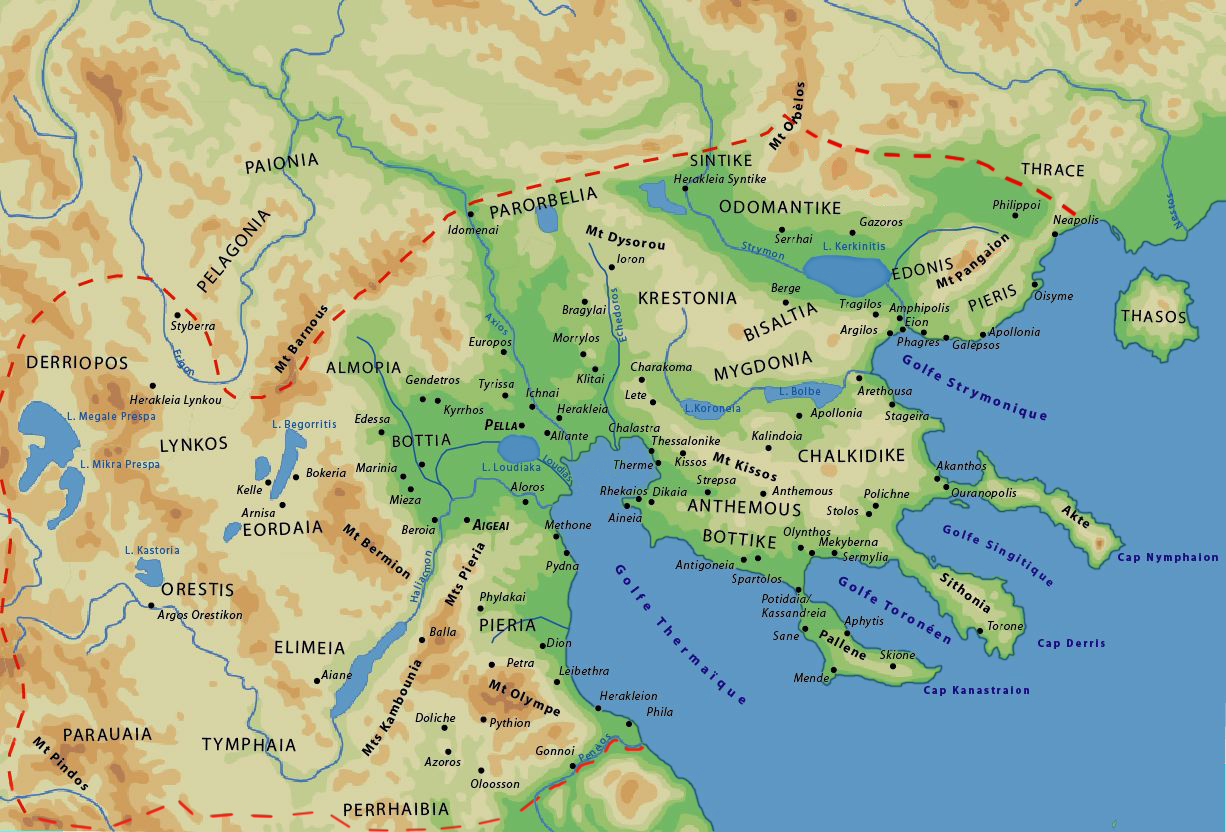
Karte Makedoniens einschließlich der Chalkidike zur Zeit Philipp II.

Die Anfänge Apollonias reichen wahrscheinlich in das 5. Jahrhundert v. Chr. zurück. Am Vorabend des Peloponnesischen Krieges unterstützte der makedonische König Perdikkas II. 432 v. Chr. den Abfall chalkidischer Städte vom attischen Seebund. Dies geschah in der Absicht die athenische Machtstellung am Nordrand der Ägäis zu brechen. Sollte der Aufruhr für Makedonien erfolgreich sein, war es notwendig, die Einwohner der Küstenstädte vor der athenischen Seestreitmacht zu schützen. Perdikkas II. stellte aus diesem Grund den Chalkidiern für die Dauer des Krieges Land südlich des Bolbesees als Rückzugsmöglichkeit zur Verfügung. Wohl in dieser Zeit gründeten die umgesiedelten Chalkidier Apollonia, was auch durch Münzfunde bestätigt wird. 404 v. Chr. endete der Peloponnesische Krieg mit der Niederlage Athens gegen seine Rivalin Sparta. Auch Makedonien erlitt aufgrund von Thronwirren Anfang des 4. Jahrhunderts v. Chr. eine Periode der Schwäche. Apollonia nutzte anscheinend dieses Machtvakuum aus und erlangte somit die Unabhängigkeit. Die Prägung eigener Kupfermünzen sind Zeugnis dieser Entwicklung.
Die Unabhängigkeit wurde jedoch 382 v. Chr. durch den chalkidischen Städtebund mit dem Hegemon Olynth in Frage gestellt. Der chalkidische Städtebund war Anfang des 4. Jahrhunderts v. Chr. zu einem einflussreichen Machtfaktor in Nordgriechenland aufgestiegen, kam aber aufgrund von Gebietsstreitigkeiten in Konflikt mit Makedonien. Um Unterstützung im Kampf gegen Makedonien zu gewinnen, forderte der chalkidische Städtebund Apollonia und das an der Ostküste der Chalkidike liegende Akanthos zum Bündnisbeitritt auf. Da dies den Verlust der Unabhängigkeit bedeutet hätte, schickten beide Städte Gesandte nach Sparta, der damals einflussreichsten Macht in Griechenland, um Hilfe zu erbitten. Da Sparta ein immer mächtiger werdendes chalkidisches Bündnis nicht dulden wollte, wurden Truppen nach Norden zur Unterstützung entsandt. Im Olynthischen Krieg 382–379 v. Chr. musste Olynth kapitulieren und die Autonomie Apollonias anerkennen.
Seit dem Machtantritt des makedonischen Königs 359 v. Chr. Philipp II. wuchs der makedonische Einfluss in Griechenland merklich. Im Zuge der territorialen Expansion Makedoniens und der Eroberung der athenischen Kolonie Amphipolis 356 v. Chr. verlor wohl auch Apollonia seine Unabhängigkeit und wurde wieder Teil Makedoniens.
315 v. Chr. verlor Apollonia den größten Teil seiner Einwohner an die Stadtgründung von Thessaloniki durch den makedonischen König Kassander. In der römischen Kaiserzeit diente die Stadt als Station auf dem Weg von Amphipolis nach Thessaloniki und war zeitweise Sitz eines Bischofs. Der Apostel Paulus von Tarsus soll hier auf seiner zweiten Missionsreise vorbeigekommen sein. Im heutigen Ort Apollonia, der etwa 2,5 km nördlich liegt, soll sich die Stelle befinden, wo Paulus vor der Gemeinde von Apollonia predigte.
Im Jahr 2000 fand ein Bauer beim Pflügen einen goldenen Kranz. Archäologen untersuchten die Stelle näher und fanden ein Makedonisches Grab und 16 einfachere Gräber. Außerdem entdeckten sie Grundmauern der Stadtbefestigung von Apollonia. Der goldene Kranz und vier Goldmünzen aus der Zeit Alexander des Großen sind heute im Archäologischen Museum Thessaloniki ausgestellt.